# Psittacanthus minor
Psittacanthus minor är en tvåhjärtbladig växtart som beskrevs av J. Kuijt. Psittacanthus minor ingår i släktet Psittacanthus och familjen Loranthaceae. Inga underarter finns listade i Catalogue of Life.